# Јован Поповић (сликар)
Јован Поповић (Опово, 14. новембар 1810 — Панчево, 25. септембар 1864) био је српски сликар.

## Биографија
Рођен је у Опову у Банату 1810. године. Од 1839. живео је у Београду. Сликарство је прво учио код Константина Данила, да би наставио школовање на бечкој Академији, код професора Јозефа фон Фириха и Леополда Купелвизера.
Око 1845. или 1846. враћа се у Београд, али се, вероватно не могавши да издржи ривалство са Димитријем Аврамовићем, враћа у Банат, да би се 1845. године оженио. Његов венчани кум био је Јован Стерија Поповић.
У духу бидермајера, Поповић је сликао портрете људи, жена и деце, припадника грађанског слоја.

## Галерија
- Портрет мушкарца, 1838.
- Кнез Михаило Обреновић, рад из 1841.
- Милица Божић, 1841.
- Милоје Божић, 1841.
- Тома Вучић Перишић, 1841.
- Вук Караџић, 1846.
- Цариник Јовичић, 1849.
- Настасија Јовичић, 1849.
- Београдски трговац Мирко Маринковић, 1849.
- др Јован Суботић
- Богородица са Христом, 1842. година
- Биста уметника у Опову